# Chiesa di San Marco Evangelista (Scodovacca, Cervignano del Friuli)
La chiesa di San Marco Evangelista si trova a Scodovacca (UD).

## Storia
La prima chiesa di Scodovacca di cui si ha notizia fu costruita alla fine del XVI secolo. 
Nel XVIII secolo la chiesa fu interessata da dei lavori di ristrutturazione e di manutenzione. Tra il 1798 e il 1799 venne edificato il campanile. L'attuale chiesa venne costruita tra il 1829 e il 1830 sotto la supervisione dagli impresari Giacomo e Giovanni Bolpetto di Villa Vicentina.
La consacrazione venne impartita il 4 settembre 1833 dall'arcivescovo di Gorizia e Gradisca Joseph Walland. Tra il 1872 e il 1891 venne realizzata il pavimento della chiesa.